# 馬斯基林海峽
65°50′S 65°24′W / 65.833°S 65.400°W
馬斯基林海峽（英語：Maskelyne Passage），是南極洲的海峽，位於葛拉漢地西岸，東面是拉魯伊島和塔德波爾島，西面是蘭尼爾斯通岩，在1959年由英國南極名稱諮詢委員會命名，現時由南極條約體系管理。